# نشيد إستونيا الوطني
"Mu isamaa، mu õnn ja rõõm" («الوطن، سعادتي وفرحتي»؛ [mu ˈisɑ.mɑː ، mu ˈɤnʲˈ jɑ rɤːm]) هو النشيد الوطني لإستونيا. تم اعتماده كنشيد وطني ((riigi) hümn) في عام 1920.
كتب كلمات يوهان فولديمار جانسن وتم تعيينها على لحن ألفه فريدريك (فريدريك) باسيوس في عام 1848 وهو أيضًا نشيد النشيد الوطني لفنلندا: "Maamme" (السويدية: "Vårt land"، والتي كانت النشيد غير الرسمي من دوقية فنلندا الكبرى). الاختلاف الوحيد بين النشيدتين هو التوقيع الرئيسي الذي يوجد فيهما. ويُعتبر أيضًا نشيدًا عرقيًا للشعب الليفوني مع نص "Min izāmō، min sindimō "(بالإنجليزية:«موطني الأصلي»).

## كلمات
أرض اسلافي، سعادتي وبهجتي
كم أنت جميلة
لن أجد أبداً
في هذا العالم ضخم الواسع
عزيز لي
مثلك سا أرض ألاسلاف
منحتِ لي الحياة
و أنشأتيني
سأشكرك دوماً
وسأضل مُخلصاً لك حتى الموت

بنسبة لي أن المحبوبة الأكبر
أرض ألاسلاف الغالية
ليحميكِ رب
يا أرض ألاسلاف الغالية
وليكن المدافع عنك
وليمنحك بركة وافرة
في أي ما تفعلينه
أرض ألاسلاف الغالية